# Исарский (Езерский) улус
Иса́рский (Езерский) улус (от хак. іссархы — «внутренний») — княжество енисейских кыргызов XVI—XVIII вв. в центре современной Хакасии между долиной Абакана и Батенёвским кряжем. Улус входил в конфедерацию четырёх кыргызских княжеств, известную в русских источниках как Киргизская землица, управлялся князем — беком (хак. піг). Исары именовались «внутренними», так как обитали в окружении остальных улусов. К западу и юго-западу от них был Алтырский улус, а к северу и северо-востоку — Алтысарский. В русских документах XVII века вместо названий «езерцы», «исары» употребляется также «керельцы». Кыштымские урочища Исарского улуса располагались вниз по течению Енисея, захватывая долины р. Убея, Сисима, Маны, Качи и даже р. Кан.
Исарский князь Ичженей играл крупную роль среди кыргызских князей, наряду с алтысарским князем Ишеем — отцом Иренека.
Его преемник Шорло Мерген считался более сильным, чем тубинские князья Шандык и Сары.